# 구조원칙
|                                                      |
| 불법행위법                                           |
| 영미법 시리즈                                        |
| 과실                                                 |
| 주의의무 · 주의기준                                  |
| 근인 · 사실추정의 원칙                               |
| 과실계산 · 가해자 완전책임                           |
| 과실의 정신적 가해행위                               |
| 구조원칙 · 구조의무                                  |
| 법률상 불법행위                                      |
| 제조물책임법 · 고위험 행위                           |
| 불법침입인 · 승낙출입자 · 고객                       |
| 유인적 위험물                                        |
| 재산관련 불법행위                                    |
| 불법침해 · 컨버전                                    |
| 압류동산회복소송 · 동산점유회복소송 · 횡령물회복소송 |
| 유해물                                               |
| 근린방해 · 라일랜즈 대 플레처 판결                   |
| 의도적 불법행위                                      |
| 폭행위협 · 폭행 · 불법감금                           |
| 정신적 피해                                          |
| 승낙 · 필요 · 자기방어                               |
| 명예관련 불법행위                                    |
| 명예훼손 · 사생활 침해                               |
| 신뢰훼손 · 절차악용                                  |
| 악의적 기소                                          |
| 경제적 불법행위                                      |
| 사기 · 불법적 간섭                                   |
| 음모 · 영업방해                                      |
| 의무, 변론, 구제방법                                 |
| 상대적 과실과 과실 기여                              |
| 명백한 회피 기회 원칙                                |
| 상급자책임 · 동의는 권리침해 성립을 조각             |
| 패륜적 계약에서 채권발생 없다                        |
| 손해배상 · 금지명령                                  |
| 영미법                                               |
| 미국의 계약법 · 미국의 재산법                        |
| 미국의 유언신탁법                                    |
| 미국의 형법 · 미국의 증거법                          |

구조원칙 (救助原則, Rescue doctrine)은 영미법 불법행위의 한 법리로 가해자는 불법행위로 인한 피해자의 피해뿐만 아니라 제3자가 피해자를 구조하다가 입은 피해까지 배상해야 한다는 원칙이다. Wagner v. International Railway 판례에서 카도조 판사에 의해 처음 도입되었다.

## 관련 판례
- Wagner v. International Railway, 232 N.Y. 176 (1926).

## 주요사항
구조원칙이 적용되기 위해서는 다음 네 가지 요소가 충족되어야 한다.
- 가해자에 의해 발생한 위험이 제 3자에게 인식되어야 한다.
- 발생한 위험은 긴급해야 한다.
- 합리적인 사람이 인식할 만한 수준의 위험이야 한다.
- 제3자는 구조를 하기 위해 합리적인 수준의 주의를 기울여야 한다.

## 같이 보기
- 과실